# Château de la Salle (Loiret)
Le château de la Salle  est un ancien château français situé à Mareau-aux-Bois dans le département du Loiret en région Centre-Val de Loire.
Seuls des vestiges du château subsistent aujourd'hui.

## Histoire
Ce château semble avoir été édifié au XVIIe siècle.
Le château est démoli en 1920.